# 布利日尼島
布利日尼島是俄羅斯的島嶼，位於十月革命島以北的拉普捷夫海，屬於北地群島的一部分，由克拉斯諾亞爾斯克邊疆區負責管轄，最高點海拔高度47米，島上無人居住。